# 裁判官弾劾法
裁判官弾劾法（さいばんかんだんがいほう、昭和22年11月20日法律第137号）は、裁判官の罷免とその訴追および弾劾手続に関する日本の法律で、国会法に対する一般法である。
1947年11月20日に公布、同日施行。

## 内容
第1章　総則
- 第2条（弾劾による罷免事由）

1. 職務上の義務に著しく違反し、又は職務を甚だしく怠つたとき。
2. その他職務の内外を問わず、裁判官としての威信を著しく失うべき非行があつたとき。

- 第3条（裁判官弾劾裁判所及び裁判官訴追委員会の所在地）
- 第4条（弾劾裁判所及び訴追委員会の職権行使）
  - 弾劾裁判所及び訴追委員会は、国会の閉会中でも職権を行うことができる。
- 第4条の2（予算）

第2章 訴追（5条～15条）
裁判官訴追委員、事務局、訴追期間、訴追状など。
- 第15条 （訴追の請求）

1. 何人も、裁判官について弾劾による罷免の事由があると思料するときは、訴追委員会に対し、罷免の訴追をすべきことを求めることができる。

第3章 裁判（16条～42条）
弾劾裁判を参照。起訴された裁判官は停職となることがある（第39条）他、判決が出るまで辞職は認められない（第41条）。
第4章 罰則（43条～44条）
虚偽申告の罪、証人などに対する罰則など。